# جریان استوایی شمالی
جریان استوایی شمالی یک جریان اقیانوسی عمده در اقیانوس‌های اطلس و آرام است که از شرق به غرب بین مدارهای °۱۰ تا°۲۰ شمالی جریان دارد. این جریان تشکیل‌دهنده قسمت جنوبی گردابه‌های ساعت‌گرد در نیم‌کره شمالی است. برعکس نامش این جریان به استوا متصل نمی‌باشد. در هر دو اقیانوس بر روی خط استوا جریان پاد استوایی که به سمت شرق است، جریان دارد.